# Ségolène Valente
 (août 2024).
Ségolène Valente, née le 18 février 1973 à Paris, est une écrivaine française de littérature pour la jeunesse. Elle est la créatrice de Vampirette et de romans pour les enfants de 6 à 12 ans.

## Biographie
Ségolène Valente a grandi en Seine-Saint-Denis avec sa soeur et ses deux frères. Après des études de Lettres Modernes en hypokhâgne et en khâgne, à l’université Paris X Nanterre et à la Sorbonne, elle enseigne pendant trois ans.
Elle publie son premier roman chez Rageot Ma Première boum en 1999. C'est le premier épisode de la série Vive… ! dans laquelle son héroïne Camille raconte ses histoires, trimestre après trimestre, du CE2 à la 5ème.
Les aventures de Vampirette paraissent dans la revue J’aime lire à partir de 2014 et sont reprises aux éditions Bayard Jeunesse.
Ma Copine Vampirette a été sélectionnée dans les deux numéros collector des "10 romans inoubliables" et des "10 romans fabuleux" de J’aime Lire parmi plus de 500 romans.
Plusieurs épisodes inédits de Vampirette en bande dessinée sont sortis dans les numéros Hors Séries de J’aime Lire.
La plupart de ses romans sont publiés chez Rageot et Bayard.
Adhérente à la Charte des auteurs et illustrateurs jeunesse, elle fait partie du jury du concours Émergences 2024.
Elle vit en région parisienne avec son mari et ses quatre enfants.

### Séries
Série Vampirette illustrée par Emmanuel Ristord, J'aime Lire et Bayard Jeunesse
- Drôle d’enquête pour Vampirette, 2024
- Noël surprise chez Vampirette, 2021
- Vampirette fait la fête, 2020
- Bonne Rentrée Vampirette !, 2019
- Tous à la Plage avec Vampirette, 2018
- Une Nuit à Vampire Park, 2017
- Une Petite Bête chez Vampirette, 2016
- Ma Copine Vampirette, 2014

Série Vive Camille !, illustrée par Isabelle Maroger, Rageot
- Vive le CE2 !, 2018 : Pyjama Party, Les Secrets de la récré, Le Cross des copines, Une Semaine de rêve
- Vive le CM1 !, 2017 : On adopte un hamster, Atelier danse, Notre Club de filles
- Vive le CM2 !, 2013 : Mon (super) Anniversaire, La Classe de neige (et de copines), Les (vraies) reines de la fête
- Vive la sixième !, 2008 : Ma Première Boum, Rendez-vous à la patinoire, Avertissement de conduite, Un Cœur en vacances
- Vive la cinquième !, 2009 : Un Jeudi à la mer, Le Voyage en Angleterre, La Fête de fin d’année

Série Vive Antoine et ses copains !, illustrée par Vincent Caut, Rageot
- Vive le CE2 pour Antoine et ses copains !, 2020
- Vive le CM1 pour Antoine et ses copains !, 2021
- Vive le CM2 pour Antoine et ses copains !, 2022
- Vive la sixième pour Antoine et ses copains !, 2023

### Romans indépendants
- Une Enquête pour les vacances (ill. Clotka, Rageot, Heure Noire, 2024)
- Trotte, trotte Petite Marmotte (ill. Louise Ganot, Mango, 2023)
- Moi aussi je suis une ado (ill. Cléo Germain, Rageot, 2016)
- Une Certaine Clara Parker (Rageot, 2006)
- Ma copine d’amour (Rageot, 2003)
- Cherchez le cadavre (Rageot, 2002)
- Les Evadés de la rentrée (Rageot, 2002)
- Grosse Peur dans l’ascenseur (Rageot, 2001)
- Aïe, mes cheveux ! (Rageot, 2002)